# Abierto Mexicano Telcel 2009
Die Abierto Mexicano Telcel 2009 waren ein Tennisturnier der WTA Tour 2009 für Damen und ein Tennisturnier der ATP World Tour 2009 für Herren in Acapulco und fanden zeitgleich vom 23. bis 28. Februar 2009 statt.
Titelverteidiger im Einzel war Nicolás Almagro bei den Herren sowie Flavia Pennetta bei den Damen. Im Herrendoppel die Paarung Oliver Marach und Michal Mertiňák, im Damendoppel die Paarung Nuria Vives und María Sánchez die Titelverteidiger.

## Herrenturnier
→ Hauptartikel: Abierto Mexicano Telcel 2009/Herren
→ Qualifikation: Abierto Mexicano Telcel 2009/Herren/Qualifikation

## Damenturnier
→ Hauptartikel: Abierto Mexicano Telcel 2009/Damen
→ Qualifikation: Abierto Mexicano Telcel 2009/Damen/Qualifikation